# 2005 Хенке
2005 Хенке (енгл. 2005 Hencke) је астероид главног астероидног појаса чија средња удаљеност од Сунца износи 2,621 астрономских јединица (АЈ).
Апсолутна магнитуда астероида је 12,2.